# بتاگی اپازیلا
بتاگی اپازیلا (به لاتین: Betagi Upazila) یک منطقهٔ مسکونی در بنگلادش است که در ناحیه برگونه واقع شده‌است. بتاگی اپازیلا ۱۶۷٫۷۵ کیلومتر مربع مساحت و ۱۱۰٬۹۲۶ نفر جمعیت دارد.